# AMP XM1147
AMP (Advanced Multi-Purpose) XM1147 120mm projektil, är en avancerad ammunition under utveckling av företaget Orbital ATK till stridsvagnar, i första hand amerikanska M1A2-Abrams. Projektilen ska ersätta fyra typer av stridsvagnsammunition, M830-HEAT (High Explosive Anti-Tank), M830A1-MPAT (Multi Purpose Anti-Tank), M1028 (anti-infanteri) projektil/hagel och M908 Hinderröjnings-projektil. Om Orbital ATK når fullskalig produktion av ammunitionen, så kan kontraktet vara värt ca $119 miljoner dollar.